# Хіґасісоноґі

33°2′13″ пн. ш. 129°55′2″ сх. д. / 33.03694° пн. ш. 129.91722° сх. д.
Хіґасісоноґі (яп. 東彼杵町) — містечко в Японії, в повіті Хіґасісоноґі префектури Нагасакі.